# Чирко Володимир Андрійович
Володимир Андрійович Чирко (20 грудня 1920, Іванопіль, Житомирська область — 2 березня 1984) — український радянський історик та пропагандист. Завідувач кафедри історії КПРС Вищої партійної школи при ЦК Компартії України, доктор історичних наук, професор, заслужений працівник вищої школи Української РСР.

## Життєпис
Володимир Чирко народився 20 грудня 1920 у селищі Іванопіль на Житомирщині.
Закінчив Київський державний університет імені Тараса Шевченка. Потому воював у складі Червоної армії під час Німецько-радянської війни. Був тяжко поранений.
1944 року вступив до лав КПРС.
1948 року Вищу партійну школу при ЦК Компартії України. Відтоді працював у цій установі, займаючись підготовкою та ідеологічним вихованням керівних та управлінських кадрів КПУ. Там він збудував кар'єру від завідувача кабінету й викладача до проректора з наукової роботи й завідувача кафедри історії КПРС.

## Діяльність
Володимир Чирко є автором автор низки великих наукових праць з історії КПРС, проблем інтернаціонального виховання та національних відносин в СРСР. Загалом написав близько 100 наукових робіт.
У офіційному некролозі в Українському історичному журналі його було названо «вірним сином Комуністичної партії» та охарактеризовано наступним чином: «На всіх ділянках, які йому доручала партія, В. А. Чирко виявляв творчу ініціативу і високу відповідальність. Багато сил він віддав справі підготовки партійних, радянських та журналістських кадрів, зарекомендував себе кваліфікованим педагогом і організатором, активним пропагандистом ідей марксизму-ленінізму, історичного досвіду КПРС, користувався великим авторитетом в колективі школи, серед партійного активу, наукової громадськості республіки».

## Причетність до репресій
У межах погрому української інтелігенції 1972 року, радянські репресивні органи порушили питання щодо праці українського дисидента Івана Дзюби «Інтернаціоналізм чи русифікація?» 1965 року. За офіційною інформацією, ЦК КПУ постановою від 7 лютого 1972 року доручив комісії в складі А. Д. Скаби (голова), В. Ю. Євдокименка, Ю. О. Збанацького, В. П. Козаченка, Л. П. Нагорної, П. О. Недбайла, В. А. Чирка, М. З. Шамоти та П. Й. Ящука розглянути листа Івана Дзюби, адресованого першому секретарю ЦК КПУ Петру Шелесту та голові Ради Міністрів УРСР Володимирові Щербицькому, та додану до листа працю «Інтернаціоналізм чи русифікація?».
15 лютого 1972 р. комісія, «проаналізувавши згаданий лист та матеріал І. Дзюби, а також вивчивши матеріали зарубіжної антирадянської преси і радіо за період з 1966 по 1972 рік», «прийшла до висновку, що підготовлений Дзюбою матеріал „Інтернаціоналізм чи русифікація?“ є від початку й до кінця пасквілем на радянську дійсність, на національну політику КПРС і практику комуністичного будівництва в СРСР». Також, серед іншого, члени комісії оголосили Дзюбу ворогом радянської влади, навісили на нього ідеологічне клеймо «українського буржуазного націоналіста», звинуватили його у злісному наклепі на компартійно-радянську владу та у солідаризації з ворогами радянської влади тощо.. 1973 року, спираючись на висновок комісії, Київський обласний суд засудив Івана Дзюбу до 5 років ув'язнення і 5 років заслання..
Василь Стус стверджував, що рецензія цієї комісії була «з відверто поліційними, кровожерними заявами», а про самих рецензентів, яких він називав «внутрішніми рецензентами КДБ», заявляв що «їхня вина в проведенні масових репресій така сама, як і штатних кагебістів. Вони такі самі душогуби, як слідчі і судді».

## Нагороди
Нагороджений орденами Вітчизняної війни ІІ ступеня та «Знак Пошани», багатьма медалями, Почесною Грамотою Президії Верховної Ради УРСР.

### Книги
- Коммунистическая партия - организатор братского сотрудничества народов Украины и России в 1917-1922 гг. — Москва : Мысль, 1967. — 383 с.